# سيلاج

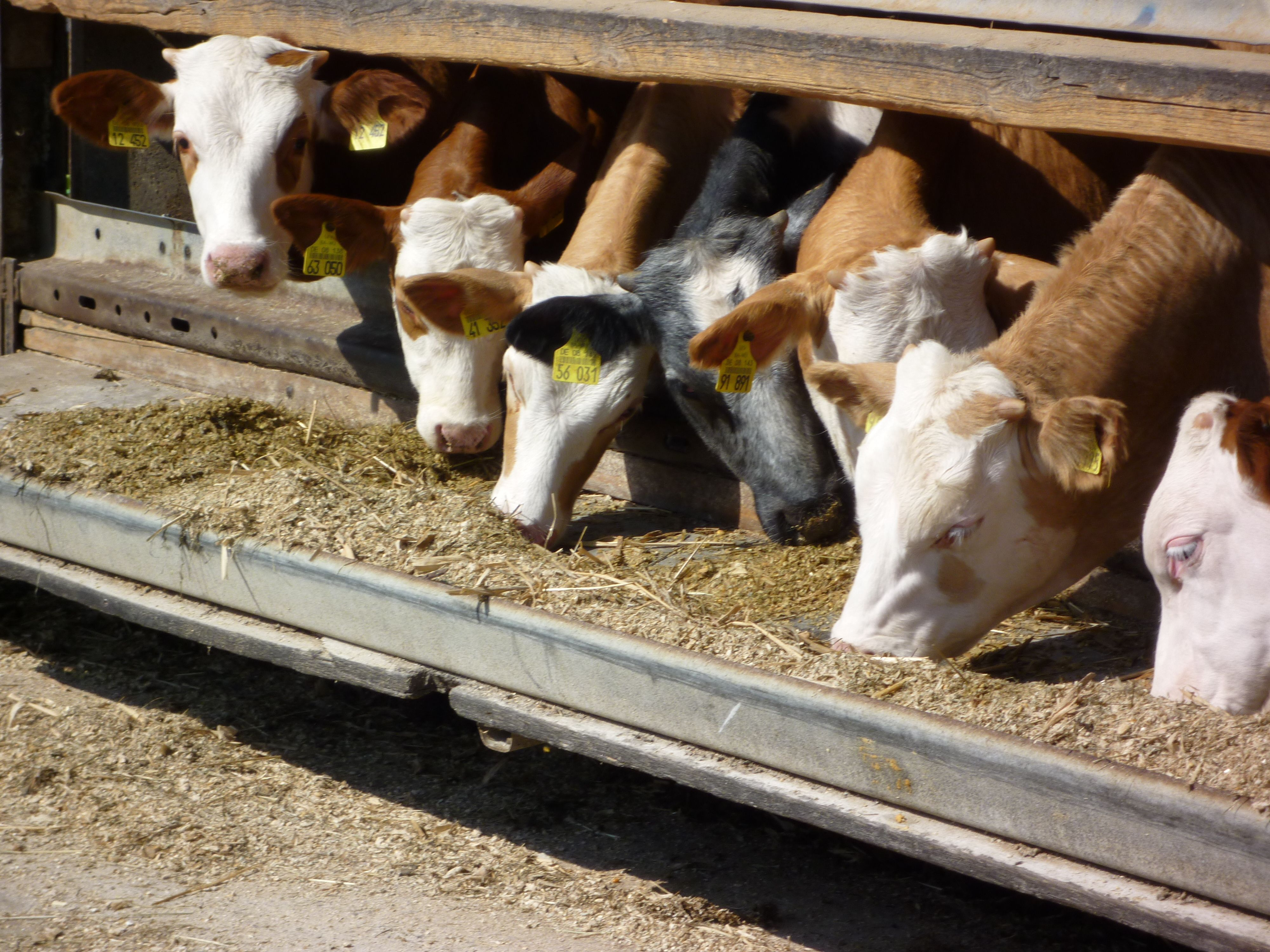

السيلاج أو السَولَجَة (بالانكليزية:Silage) هو علف أخضر يُحفظ بعملية التخمير في السلوة. يستخدم للمواشي علفًا سهل الهضم ومرتفع القيمة الغذائية. تُسمى عملية حفظ العلف في السلوة السَّلْوَجة.
إن حفظ الأعلاف الخضراء عن طريق السيلاج له مميزات خاصة بالمقارنة مع التجفيف، علف السيلاج له قيمة غذائية فهو أخضر اللون، رطوبته طبيعية، صحي يحوي الكثير من الفيتامينات لأنه أقرب إلى العلف الطازج الذي أخذ منه، إن عملية السيلجة تقلل من هدر المواد الغذائية كثيرًا أي لا تتجاوز 5-10 % من محتوى الأعلاف الخضراء بالمقارنة مع 40-50% نسبة الهدر في حال التجفيف على الأرض ومن مزايا هذه الطريقة للتخزين أنها تمكننا من التخزين في حال كون المناخ غير ملائم للتجفيف.
وعلماً بأن عملية السيلاج تتطلب أماكن أصغر للتخزين وحجم عمل أقل، وأخطار الحريق لا تصل إليه ويمكن حفظ الأعلاف الخضراء الزائدة عن الحاجة في المواسم المختلفة وذلك بعملية التخمر وعادة تتطلب عملية تحويل الأعلاف الخضراء إلى سيلاج أماكن محصورة عن الهواء وتسمى هذه الأماكن الصوامع أو المكمورات، ويمكن أيضًا استعمال أكياس لدنة. ينضج السيلاج في المكمورة عادة خلال 30-40 يوم وهذه المدة تتوقف على نوعية النبات المستخدم في السيلاج ولكن السيلاج لايعطى للحيوان إلا بعد مضي أكثر من ثلاثة أشهر وهنا يجب أخذ الحيطة عند فتح المكمورة أو إزالة الغطاء عنها وذلك لاحتمال وجود بعض الغازات السامة على سطحها العلوي مثل غاز ثاني أكسيد الكربون أو بعض أكاسيد النيتروجين. ويراعى عدم إزالة الغطاء إلا بالقدر الذي يسمح فيه بإخراج كمية محدودة من السيلاج حتى لا يؤدي إلى تلفه ويفضل التغطية مرة ثانية عند الانتهاء من أخذ كمية السيلاج المخصصة لتغذية الحيوان تفادياً لعدم ضياع القيمة الغذائية منها.